# Sälgskorpskinn
Sälgskorpskinn (Intextomyces contiguus) är en svampart som först beskrevs av Petter Adolf Karsten, och fick sitt nu gällande namn av Erikss. & Ryvarden 1976. Sälgskorpskinn ingår i släktet Intextomyces, klassen Agaricomycetes, divisionen basidiesvampar och riket svampar.  Arten är reproducerande i Sverige. Inga underarter finns listade i Catalogue of Life.